# Sawahsumur
Sawahsumur is een bestuurslaag in het regentschap Sumenep van de provincie Oost-Java, Indonesië. Sawahsumur telt 2278 inwoners (volkstelling 2010).